# CORE (buscador)

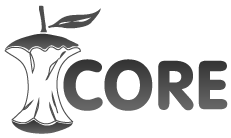

CORE ( Connecting Repositories ) es un servicio o buscador, proporcionado por el "Knowlede Media Institute" con origen en The Open University, Reino Unido . El objetivo del proyecto es organizar, analizar y enriquecer el contenido de acceso abierto distribuido en diferentes sistemas, como repositorios y revistas de acceso abierto, además de hacer uso de minería de texto y minería de datos, y así proporcionar acceso gratuito a él a través de un conjunto de servicios.  El proyecto CORE también tiene como objetivo promover el acceso abierto a las producciones académicas. CORE trabaja en conjunto con bibliotecas digitales y repositorios institucionales . 

## Descripción
Existen actualmente sistemas de búsqueda de información científica/académica  comerciales, como Google Scholar, que proporcionan servicios de búsqueda y acceso, pero no admiten el acceso por medio de búsquedas automatizadas. Esto último se realiza con el uso de una API o volcados de datos, y al no permitirlo limita la reutilización posterior del contenido de acceso abierto (por ejemplo, minería de texto y datos ). Hay tres niveles de acceso al contenido: 
- Acceso a los metadatos de los documentos
- Acceso analítico y metadatos de las colecciones
- Acceso a datos programables

## Historia
La primera versión publicada de CORE fue en 2011 por Petr Knoth con el objetivo de facilitar el acceso y la extracción de textos de grandes cantidades de publicaciones y de investigaciones.  El valor de la clasificación se demostró por primera vez con el desarrollo de un sistema de recomendación de contenido para artículos de investigación, siguiendo las ideas basadas en la literatura introducidas por Don R. Swanson . Desde su inicio, CORE ha recibido apoyo económico de una variedad de financiadores, incluidos Jisc y la Comisión Europea . CORE recopila información de todo el mundo; en 2017, se calculó que llegó a incluir documentos de 102 países en 52 idiomas diferentes.  Tiene el renombre de recopilador nacional de contenido de acceso abierto del Reino Unido.  
CORE trabaja como una herramienta de búsqueda de un solo paso para los resultados de investigación de acceso abierto del Reino Unido, facilitando así el descubrimiento, el uso y la reutilización de dicha información. La importancia del servicio ha sido ampliamente reconocida por Jisc, que sugirió que CORE debería buscar las estrategias para sostener su operación y explorar un modelo de sostenibilidad internacional.  CORE es ahora uno de los proyectos de servicios compartidos de repositorio, junto con Sherpa Services,  IRUS,  Jisc Publications Router  y OpenDOAR .
En 2018, CORE afirmó ser el recopilador de artículos de investigación de acceso abierto más grande del mundo.  Basado en los principios fundamentales del acceso abierto, tal como fueron descritos en la Iniciativa de Acceso Abierto de Budapest, su contenido de acceso abierto no sólo debe estar disponible abiertamente para descargar y leer, sino que también debe permitir su reutilización, tanto por humanos como por máquinas. Por ello, era necesario aprovechar la reutilización de contenidos, lo que podría ser posible mediante la implementación de una infraestructura técnica. El proyecto CORE comenzó con el objetivo de conectar metadatos y resultados de texto completo ofreciendo, a través de la clasificación de contenidos, servicios de valor añadido y abriendo nuevas oportunidades en el proceso de investigación.
Posteriormente, CORE cambió la licencia de sus conjuntos de datos a "todos los derechos reservados" y fue superado por Internet Archive Scholar, que en 2022 tenía más de 25 millones de artículos de texto completo frente a menos de 10 millones en CORE. 

## Acceso programable a los datos CORE
CORE permite a través de una API descargar la información de manera preprocesada y sus metadatos. 

## Buscando en CORE
CORE permite el acceso mediante una búsqueda a una colección de más de 125 millones de resultados de investigación. Se puede acceder a todos los resultados y descargarlos sin costo y tienen restricciones de reutilización limitadas. Se puede buscar el contenido principal mediante una búsqueda por facetas . CORE igual proporciona un sistema de recomendación de contenido entre repositorios basado en textos completos. La colección de los resultados obtenidos está disponible consultando las últimas incorporaciones  o explorando  la colección en la fecha de búsqueda. El motor de búsqueda CORE fue seleccionado por un autor en Jisc en 2013 como uno de los 10 mejores motores de búsqueda  para investigación de acceso abierto, facilitando el acceso a artículos académicos.  

## Uso analítico de los datos CORE
La disponibilidad de datos clasificados y sus metadatos por CORE brinda oportunidades para el desarrollo de nuevos servicios analíticos para la literatura de investigación. Estos por ejemplo, pueden utilizarse, para monitorear el crecimiento y las tendencias en la investigación de un tema en particular, validar el cumplimiento de los mandatos de acceso abierto y desarrollar nuevas métricas automáticas para evaluar la excelencia de la investigación.
Según el Registro de Repositorios de Acceso Abierto, el número de apoyos económicos aumentó de 22 proveedores en 2007 a 34 en 2010 y posterior a 67 en 2015, el número de peticiones institucionales de texto completo y acceso abierto aumentó de 137 peticiones en 2007 a 430 en 2015. 

## Aplicaciones
CORE ofrece ocho aplicaciones:
- La API de CORE proporciona un punto de acceso para desarrollar aplicaciones que hagan uso de la colección de contenido de acceso abierto de CORE. [20]
- El conjunto de datos CORE proporciona acceso a los datos clasificados desde los repositorios por CORE y permite su posterior manipulación. [21]
- CORE Recommender, puede vincular un repositorio institucional con el servicio CORE y recomienda recursos semánticamente relacionados. [22]
- El panel de control del repositorio CORE es una herramienta para administradores de repositorios o administradores de resultados de investigación. El objetivo del Panel de Control del Repositorio es proporcionar control sobre el contenido agregado y ayudar en la gestión y validación de las colecciones y servicios del repositorio. [23] Está integrado en las Estadísticas de Uso del Repositorio Institucional (IRUS-UK), un proyecto financiado por Jisc que sirve como un servicio de agregación de estadísticas de uso del repositorio nacional. [24]
- El panel de análisis CORE ayuda a las instituciones a comprender y monitorear el impacto de su investigación. [25]
- CORE Search permite a los usuarios buscar y acceder a artículos de investigación. [26]
- CORE Publisher Connector brinda acceso a artículos de acceso abierto Gold e híbrido Gold agregados desde sistemas no estándar de los principales editores. Los datos se exponen a través del protocolo ResourceSync. [27]
- Los SDK CORE proporcionan acceso al contenido para los programas. El CORE SDK R está disponible de forma gratuita y está dirigido principalmente por la comunidad. El objetivo es maximizar la productividad y el análisis de datos, la creación de prototipos y la migración.